# Бережна Нінель Михайлівна
Бережна Нінель Михайлівна (нар. 19 березня 1928 c. Лозова, Богодухівський р-н, Харківська область) — радянська та українська вчена, лікар, доктор медичних наук (1972), професор (1983). Заслужена діячка науки і техніки України (2016)..

## Життєпис
1951 року закінчила Київський медичний інститут.
Працювала лікарем та науковим співробітником в Інституті експериментальної біології та патології МОЗ України з 1951 р. до 1953 р.
У 1953—1974 рр. — молодший науковий співробітник, а потім старший науковий співробітник Київського НДІ епідеміології, мікробіології та паразитології МОЗ України.
З 1974 р. почала працювати в Інституті експериментальної патології, онкології і радіобіології НАНУ: старшим науковим співробітником, у 1980—1997 рр. — завідувачка відділу імунології й алергології, з 1997 — завідувач лабораторії імунології й алергології відділу біології пухлинної клітини.

## Основні наукові дослідження
Вивчає значення біологічних особливостей пухлинних клітин для їх взаємодії з лімфоцитами та роль В-лімфоцитів у патогенезі алергічних захворювань.

## Основні наукові праці
- Аллергология: Слов.-справоч. К., 1986;
- Интерлейкин-2 и злокачественный рост. К., 1992 (співавт.);
- Интерлейкины в регуляции функций иммунокомпетентных клеток — участников противоопухолевой защиты // ЭО. 1999. Т. 21, № 2;
- Взаимодействие интерлейкинов с опухолевыми клетками // Там само. № 3–4;
- Система интерлейкинов и рак. К., 2000 (співавт.).

## Нагороди та відзнаки
- 2016 р. — лауреат Державної премії України в галузі науки і техніки